# Steaming - Al bagno turco
Steaming - Al bagno turco (Steaming) è un film del 1984 diretto da Joseph Losey. Basato sulla pièce teatrale Steaming di Nell Dunn, il film è stato presentato al Festival di Cannes 1985.  È l'ultimo film di Joseph Losey come regista e di Diana Dors come attrice. È stato girato esclusivamente in un teatro di posa e contiene i nudi integrali di Sarah Miles e Patti Love.

## Trama
Un gruppo di donne inglesi si ritrova ogni settimana in un bagno turco pubblico: tra di loro vi è un'infelice e benestante matrona di periferia, abbandonata dal marito dopo 17 anni, un'ex jet setter diventata avvocato e una giovane donna cockney di facili costumi. Quando apprenderanno che lo stabilimento sta per chiudere, uniranno le loro forze per cercare di evitarlo.